# Ilha Comprida
Ilha Comprida este un oraș în São Paulo (SP), Brazilia.